# Точка зору (оповідання)
«Точка зору» (англ. Point of View) — науково-фантастичне оповідання американського письменника Айзека Азімова.
Вперше надруковано у часописі «Boys' Life» 1975 року, увійшло до збірки «Все про роботів» (1982). Належить до серії оповідань Азімова про придуманий суперкомп'ютер «Мультивак» (Multivac).

## Короткий зміст
Роджер розшукував батька, котрий і в неділю пішов до праці. Батько Роджера працює з суперкомп'ютером «Мультивак», котрий чомусь починає робити помилки, що стаються у різних рішеннях. Коли співробітники кажуть йому, аби зробив паузу, батько бере Роджера на обід. Під час розмови повідомляє сину про проблеми із Мультиваком, Роджер вирішує, що й комп'ютеру треба паузу від безперервної праці, що, своєю чергою, допоможе батькові в роботі. Адже, на думку Роджера, і суперкомп'ютер іноді хоче відпочити й погратися.